# Castell d'Amboise
El castell d'Amboise (en francès, Château d'Amboise) és un castell francès que domina des d'un promontori el riu Loira al seu pas per Amboise, al departament francès d'Indre-et-Loire, englobat en el conjunt de Castells del Loira que foren declarats Patrimoni de la Humanitat per la Unesco en 2000. Dins l'edifici es troba presumiblement la tomba de Leonardo da Vinci, que va residir en una mansió de la mateixa localitat (Castell de Clos-Lucé).

## Fortalesa medieval
Destruït més d'una vegada pels normands, Amboise va ser incorporat al conjunt dels béns dels comtes d'Anjou abans de pertànyer a la casa famosa d'Amboise-Chaumont i de passar el 1422 al vescomte de Lluís de Thouars en herència. Però, Lluís d'Amboise participà el 1431 en un complot contra Louis de la Trémoille, favorit del rei Carles VII, i va ser condemnat a mort. Posteriorment se li commutà la pena, però el seu castell li fou confiscat pel rei de França.

## Detalls

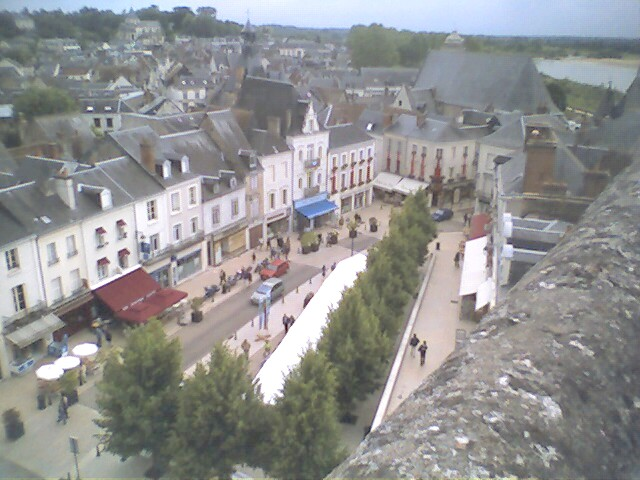
Vista del poble medieval d'Amboise des del Castell d'Amboise

Les bases de les fortificacions del Castell d'Amboise es van construir el segle xiii.
El rei Carles VIII, nascut a Amboise, hi va fer les primeres construccions notables:
- La capella Saint-Hubert, edificada sobre una gran roca entre 1491 i 1496, situada per fora del cos del castell, i la decoració, d'arquitectura gòtica tardana, té com a tema la caça (Saint-Hubert és el sant patró de la caça. La llinda de la porta d'entrada de la capella és una representació de sant Hubert en una partida de caça). Aquesta capella formava part integrant del castell, dins hi ha la tomba de Leonardo da Vinci, si bé està buida, perquè va ser profanada durant la revolta dels hugonots.
- L'ala anomenada «de Carles VIII», també d'estil gòtic tardà, que comprèn els habitatges del Rei i de la Reina,
- L'ala Lluís XII d'estil renaixentista, on hi ha els apartaments del segle xix.[6]
- Dues grans torres circulars: la Torre de Minimes i la Torre d'Hurtault amb rampes cobertes en forma de cargol que permeten l'accés fàcil dels cavalls i de les carretes des del nivell del Loira fins al pla del castell, és a dir uns 200 metres de desnivell.

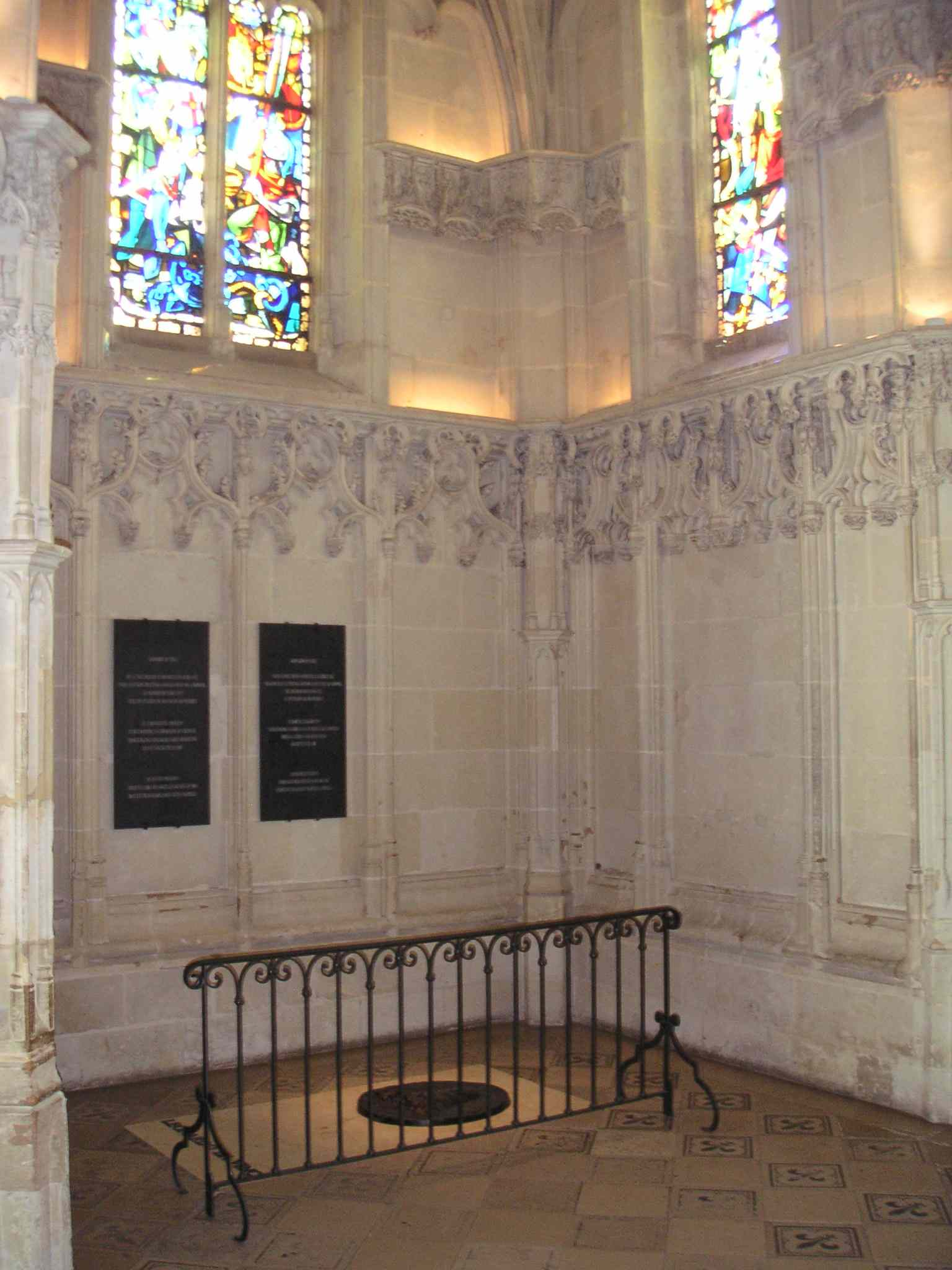
Tomba de Leonardo da Vinci a la capella de sant Hubert del Castell d'Amboise

- Disposa d'un parc condicionat sobre la terrassa, on hi ha un bust de Leonardo da Vinci i un memorial musulmà d'Abd el-Kader, mort a Amboise durant la seva captivitat.
- Carles VIII va morir al castell el 7 d'abril de 1498 a l'edat de 28 anys, després d'haver-se colpejat el cap amb la llinda d'una porta, al fossat del castell, mentre jugava al Jeu de Paume.
- Lluís XII va fer construir una segona ala, perpendicular a l'ala Carles VIII, d'estil renaixement.
- Francesc I hi va passar la seva infància fent-hi reordenar l'ala Lluís XII. Va convidar a Leonardo da Vinci que va romandre a Amboise a l'anomenat Castell de Clos-Lucé, una mansió situada prop del castell, des de 1516 fins a la seva mort el 2 de maig de 1519. Un subterrani, permet la comunicació entre ambdós llocs. El gran artista-enginyer va morir a Amboise i va ser inhumat a la capella de Sant Hubert.
- El castell va ser el teatre de la conjuració d'Amboise de 1560, preludi de les guerres de religió.
- A partir d'Enric III, les estades reials es van fer més rares. Una gran part del castell va ser demolida en el moment del primer Imperi d'Enric III.
- Lluís Felip I de França va heretar el castell de la seva mare. Va remodelar les antigues muralles fent destruir les cases contigües i redecorant l'ala Lluís XII.
- El 1847, l'Emir Abd el-Kader, cap de la lluita contra la colonització francesa a Algèria, es rendeix davant les autoritats franceses, i el 1848 és empresonat al castell, fins que en 1852 Napoleó III li concedeix la llibertat.

## Terrassa del Castell d'Amboise

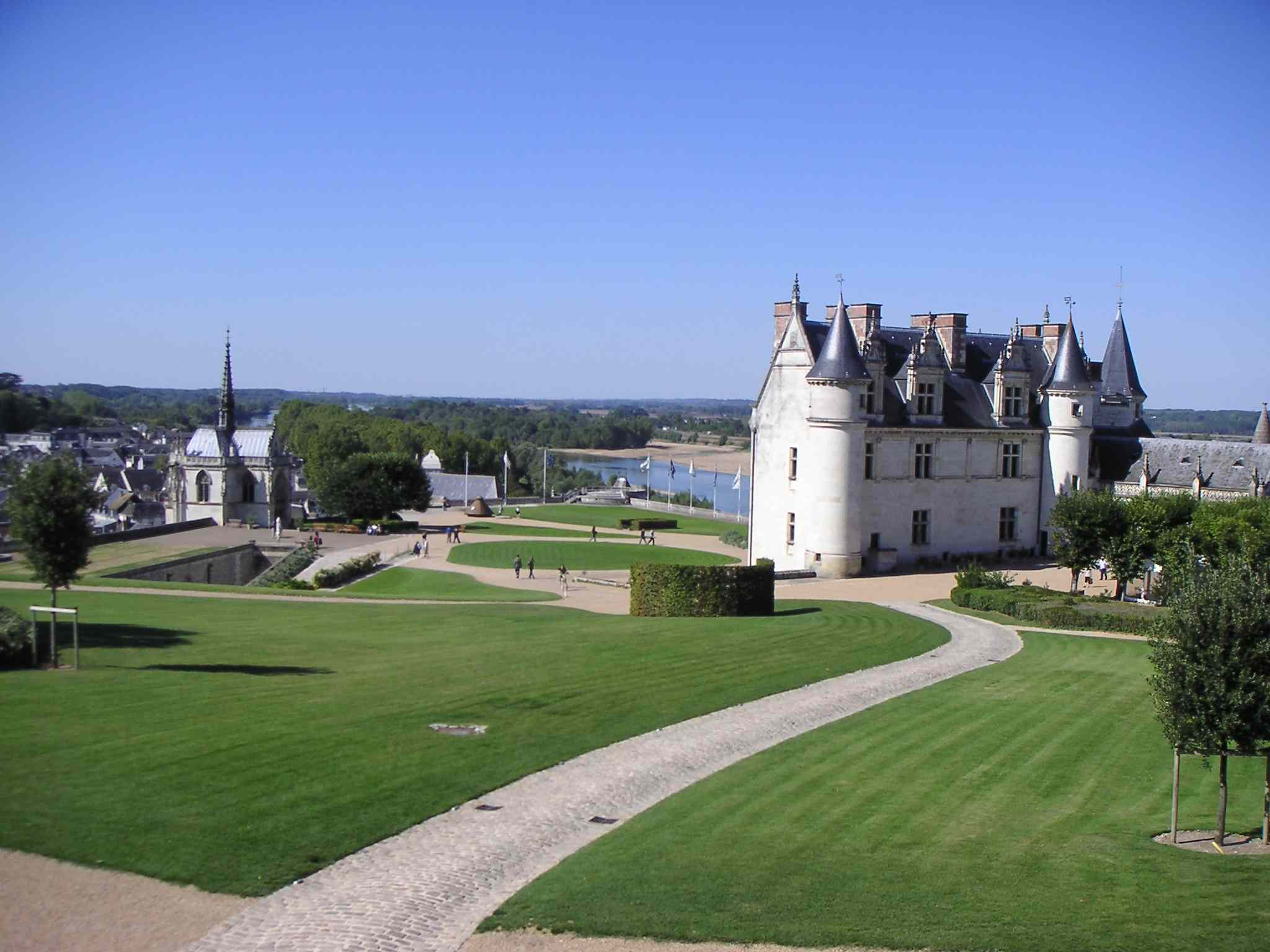
Vista general de la terrassa del castell d'Amboise amb parc i l'Habitatge real, així com la capella Sant Hubert
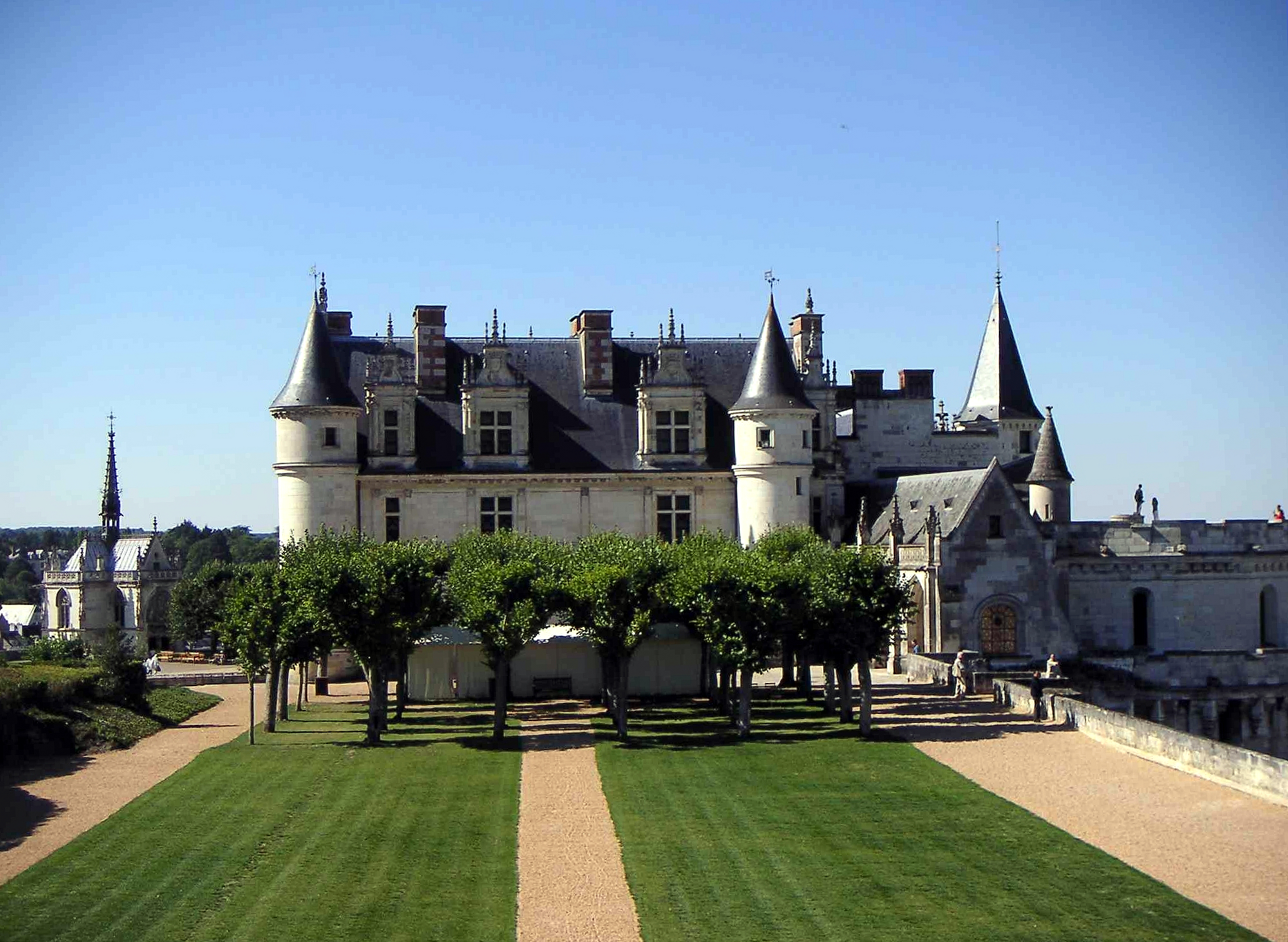
Façana est del castell d'Amboise amb jardí de Nàpols
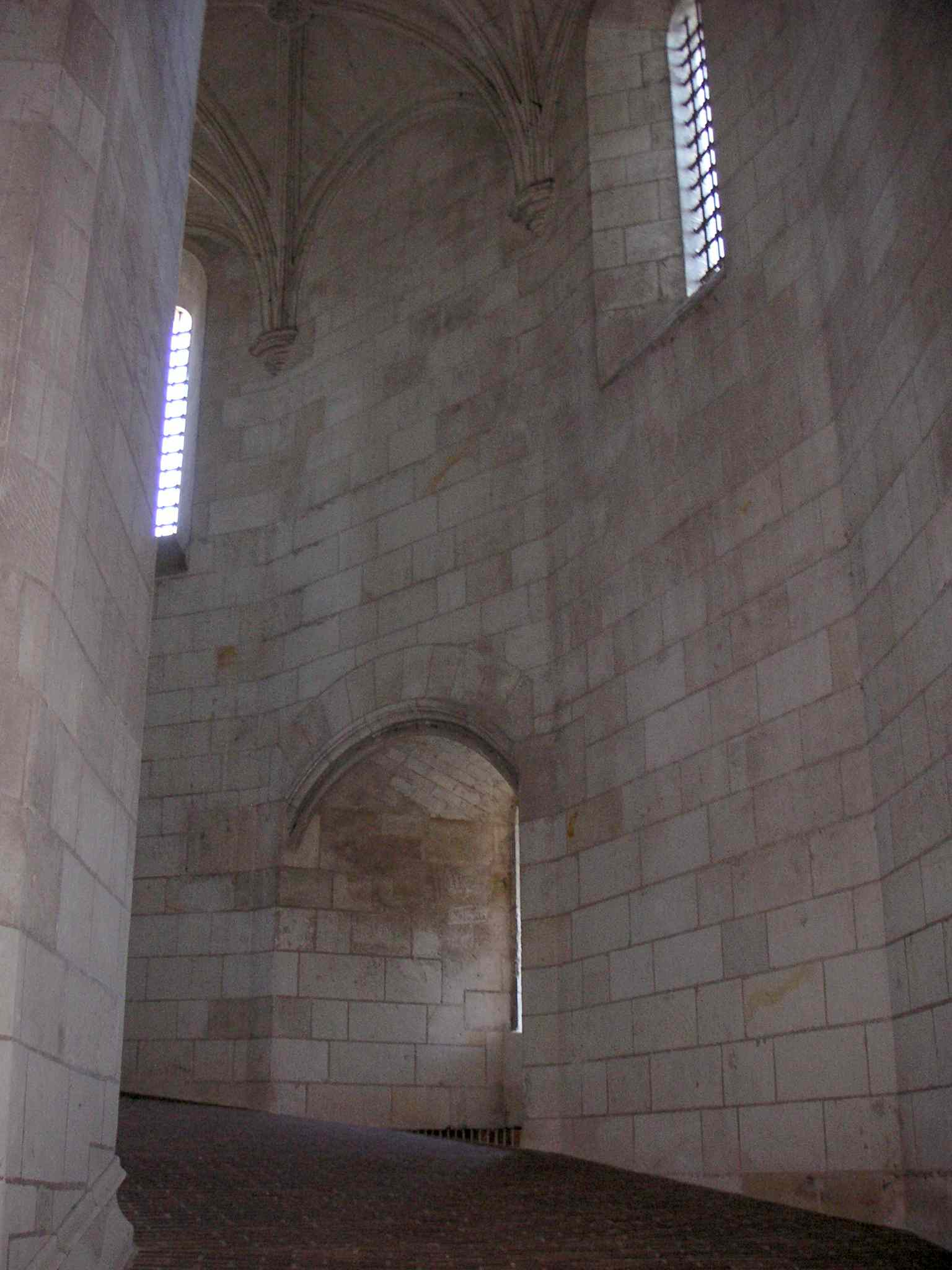
Vista interior de la torre dels Mínims.
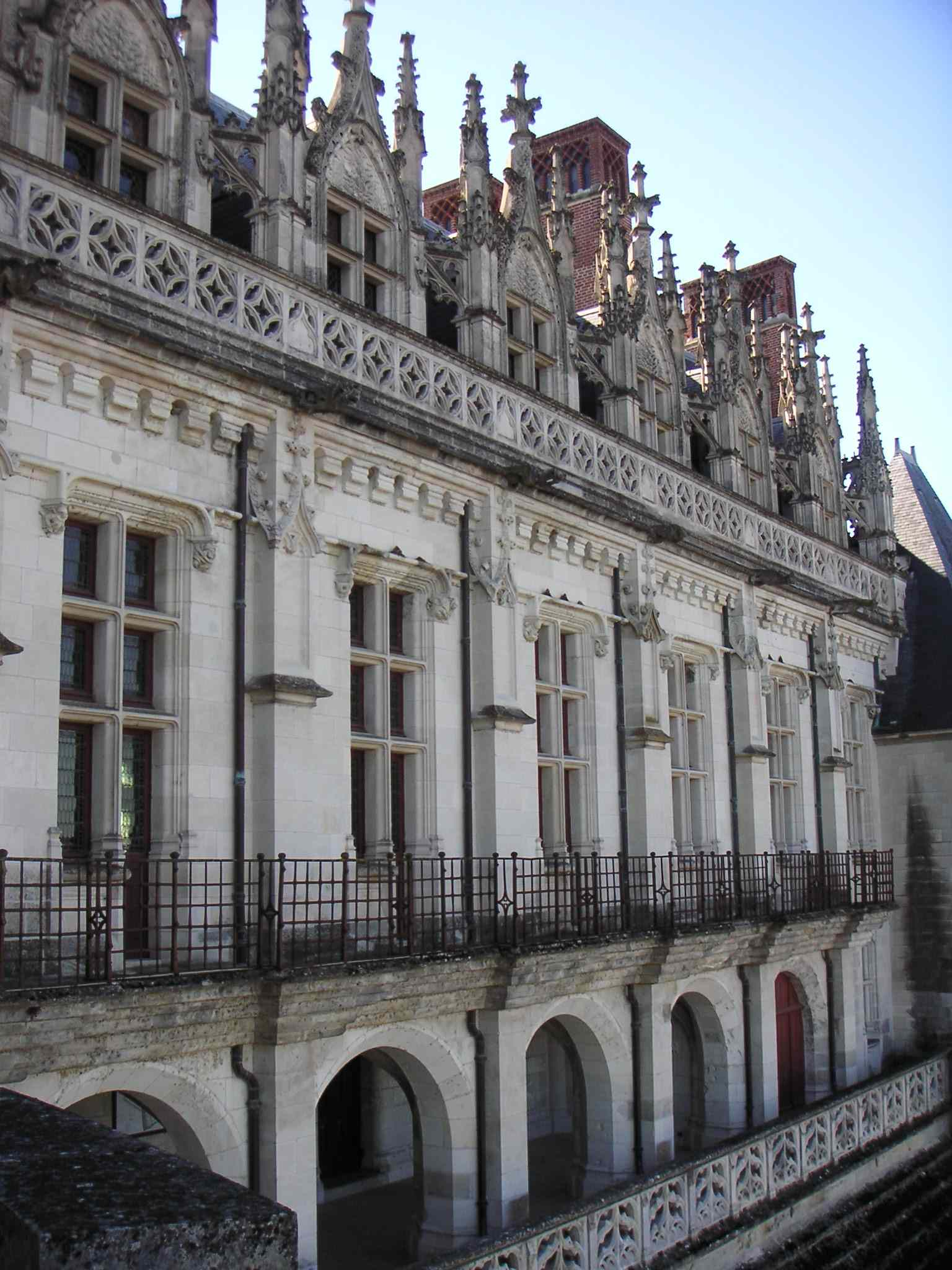
Façana de l'ala Carles VIII
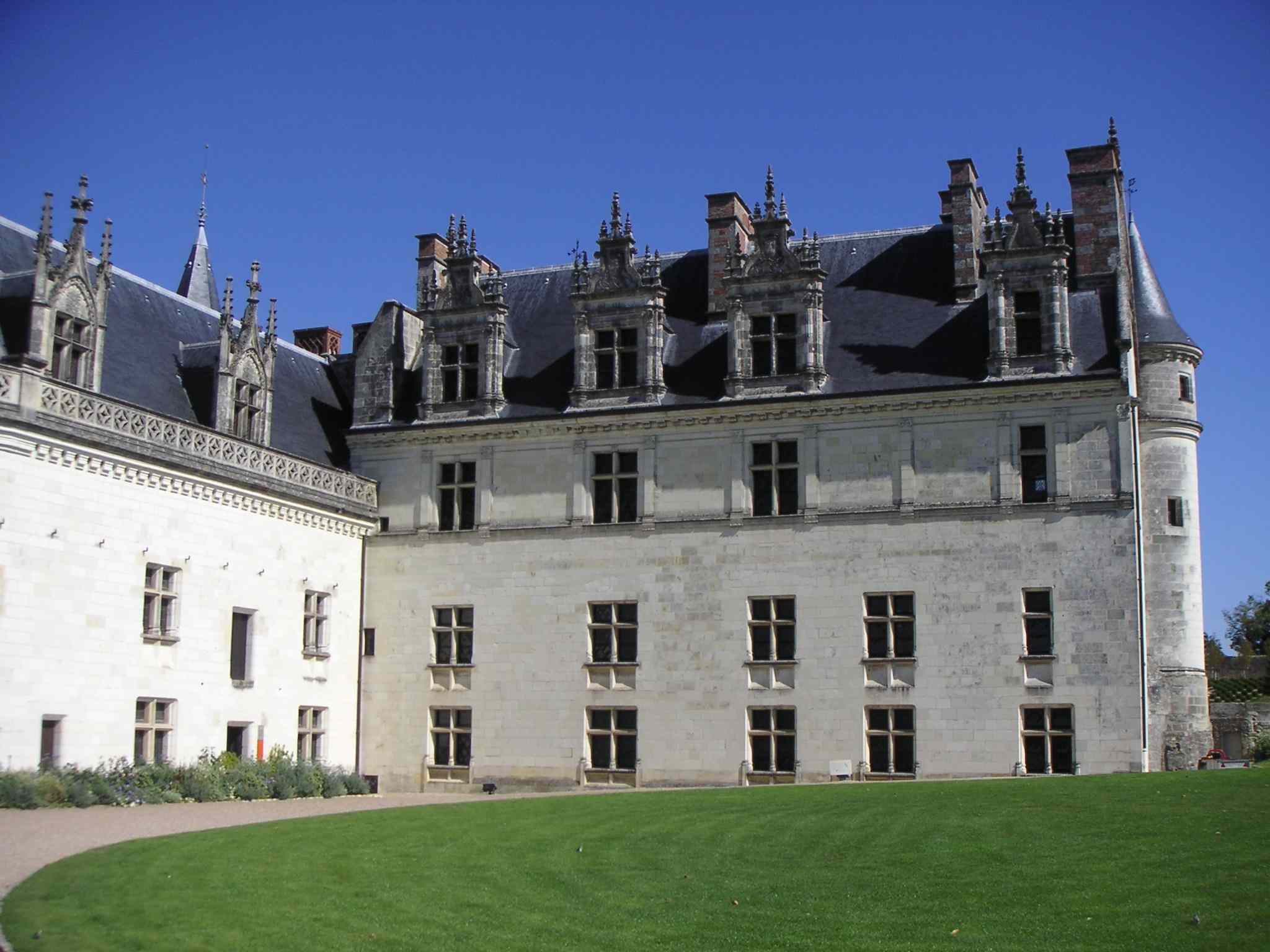
Pati interior del castell
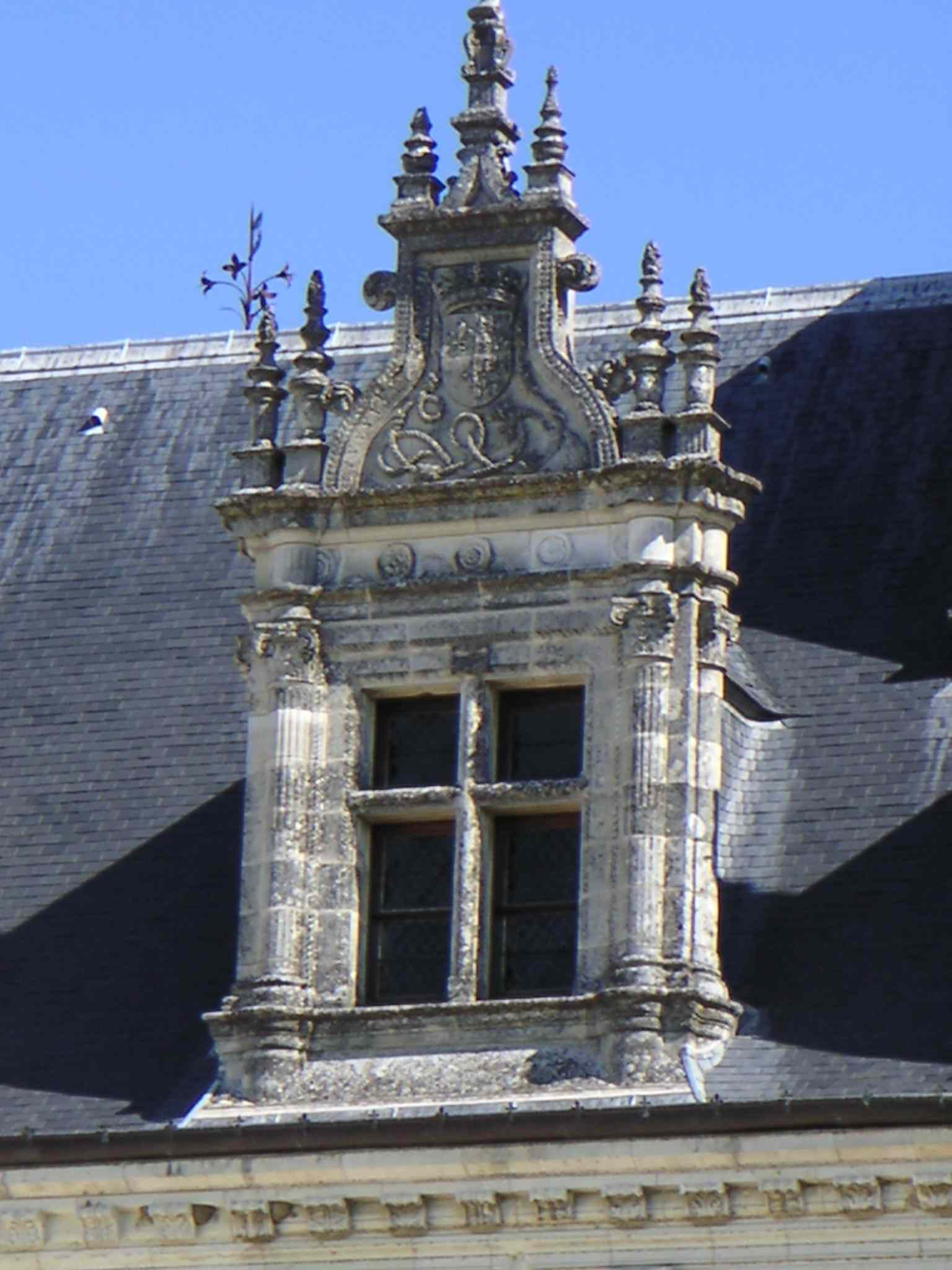
Vitrall renaixentista del castell
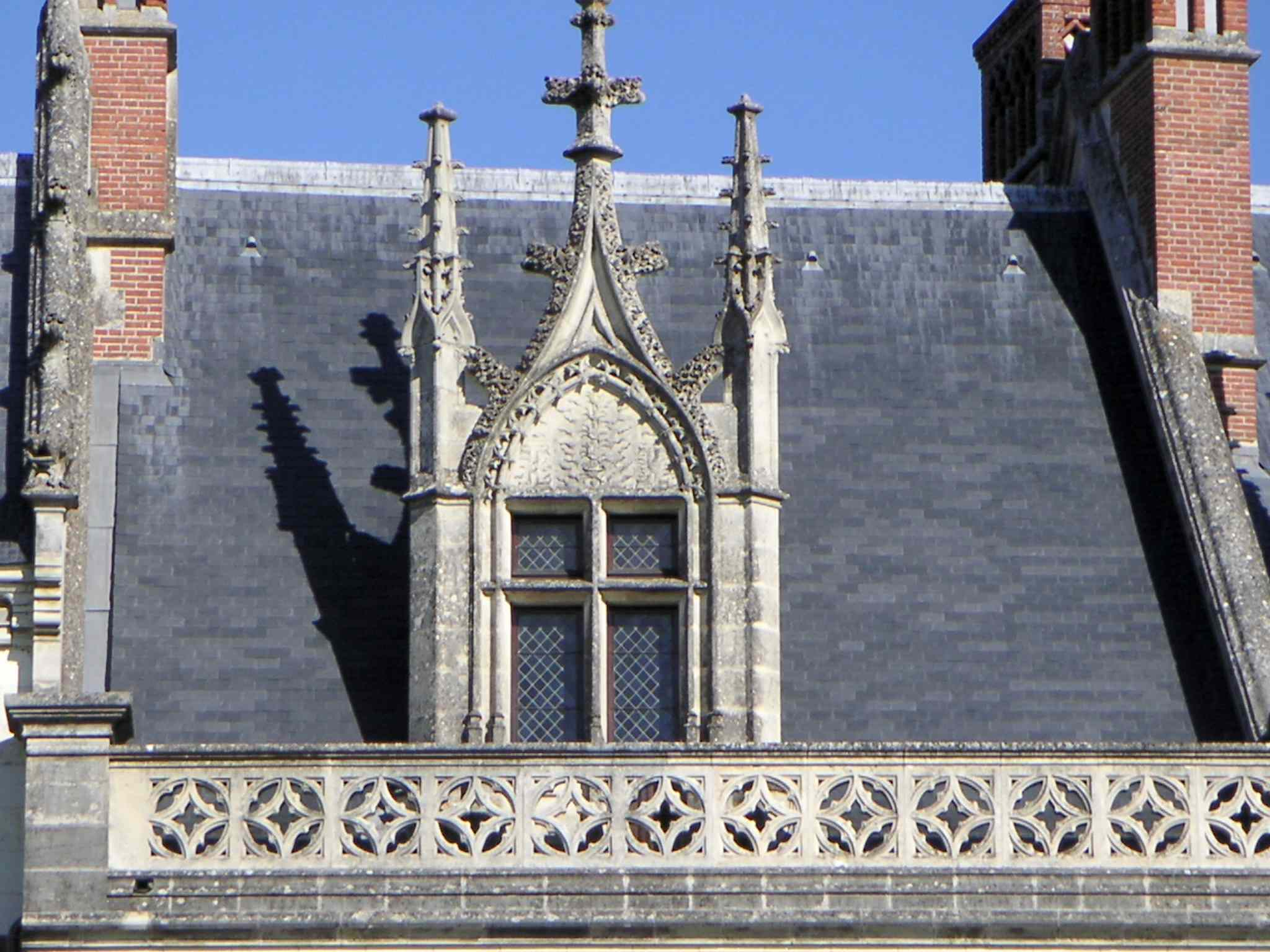
Vitrall gòtic del castell
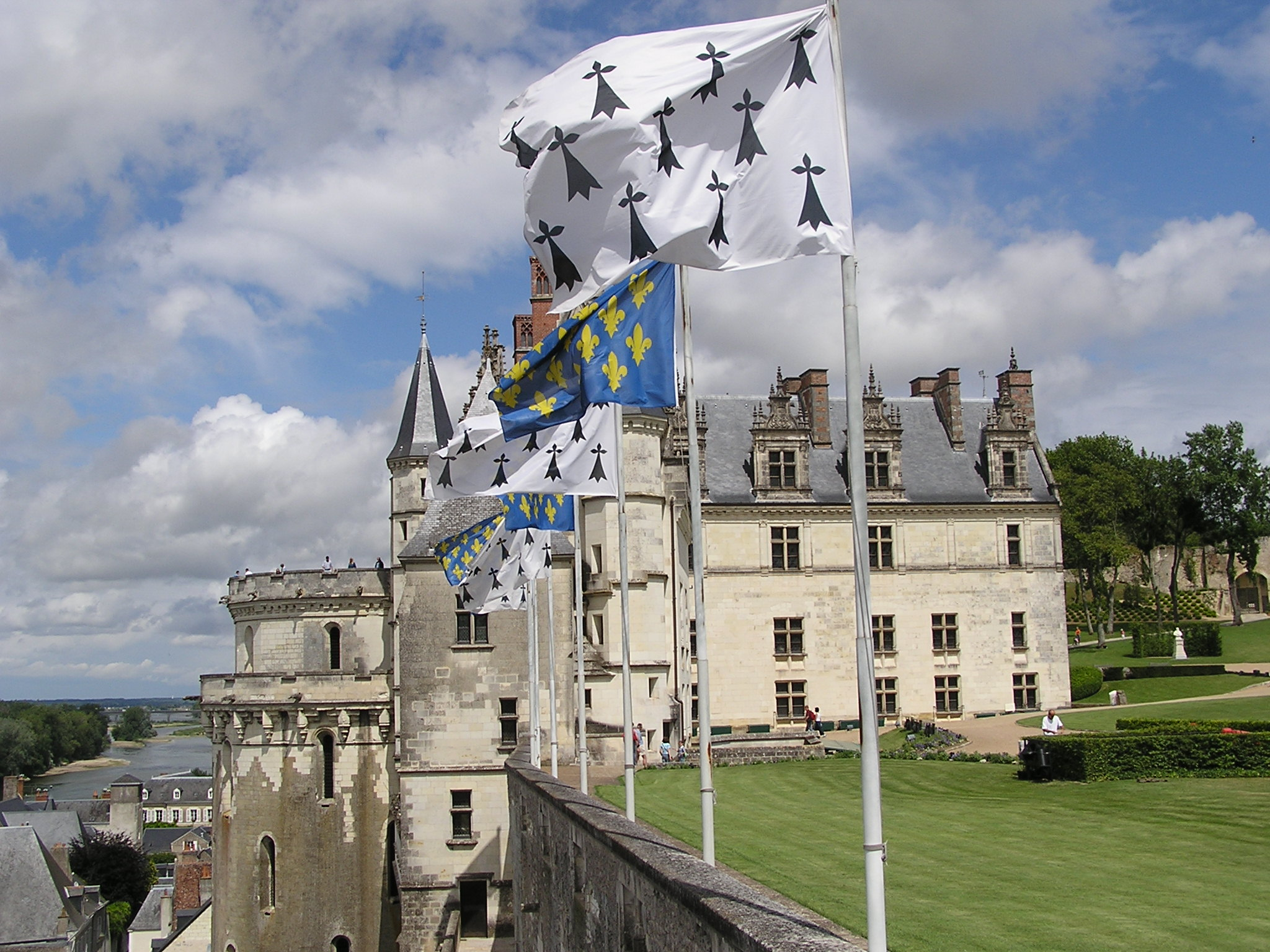
Façana des d'un altre angle
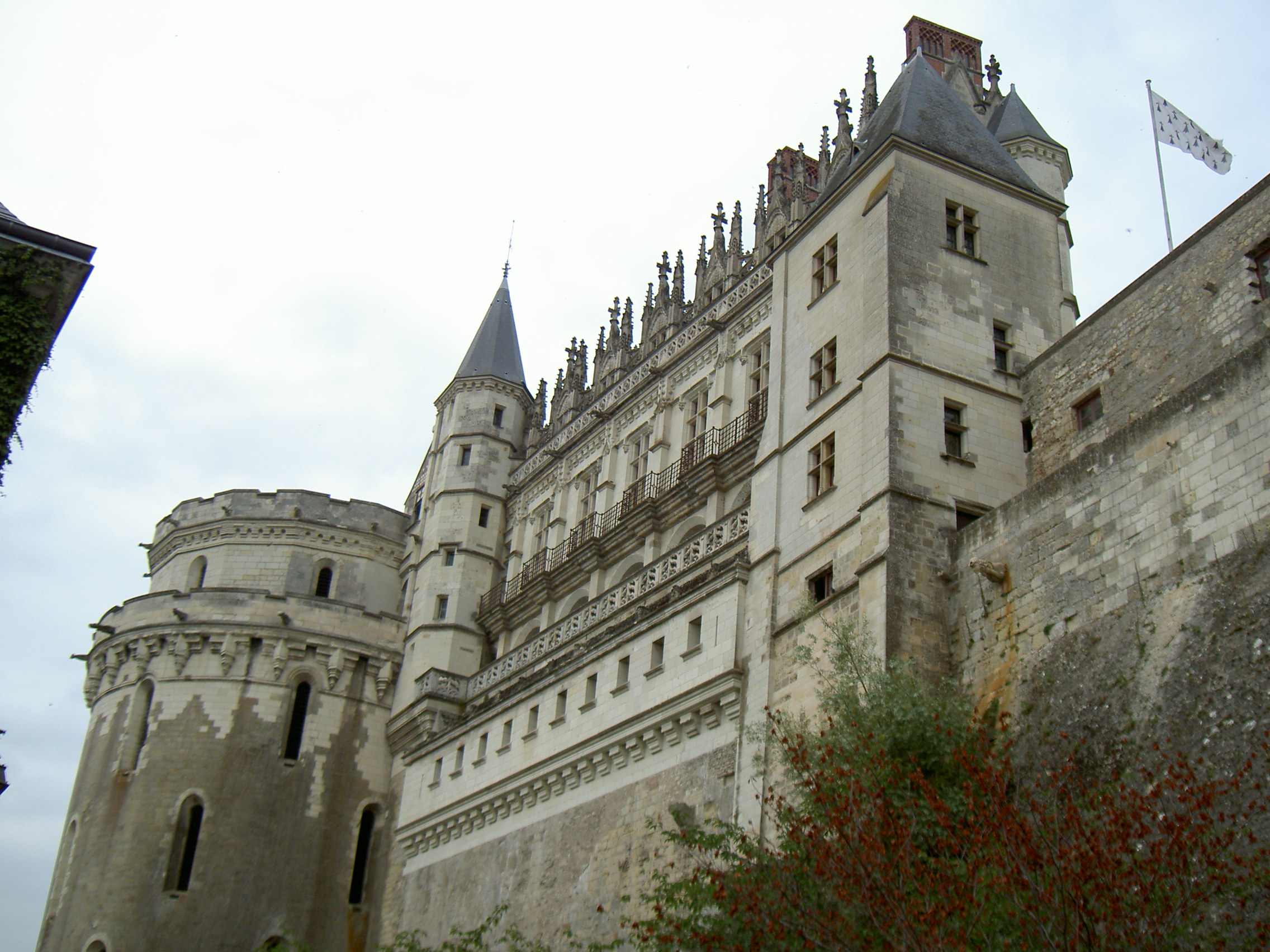
Castell d'Amboise vist des del poble medieval

## Capella de St-Hubert d'Amboise
A la Capella de Saint-Hubert es van dipositar els ossos de Leonardo da Vinci.

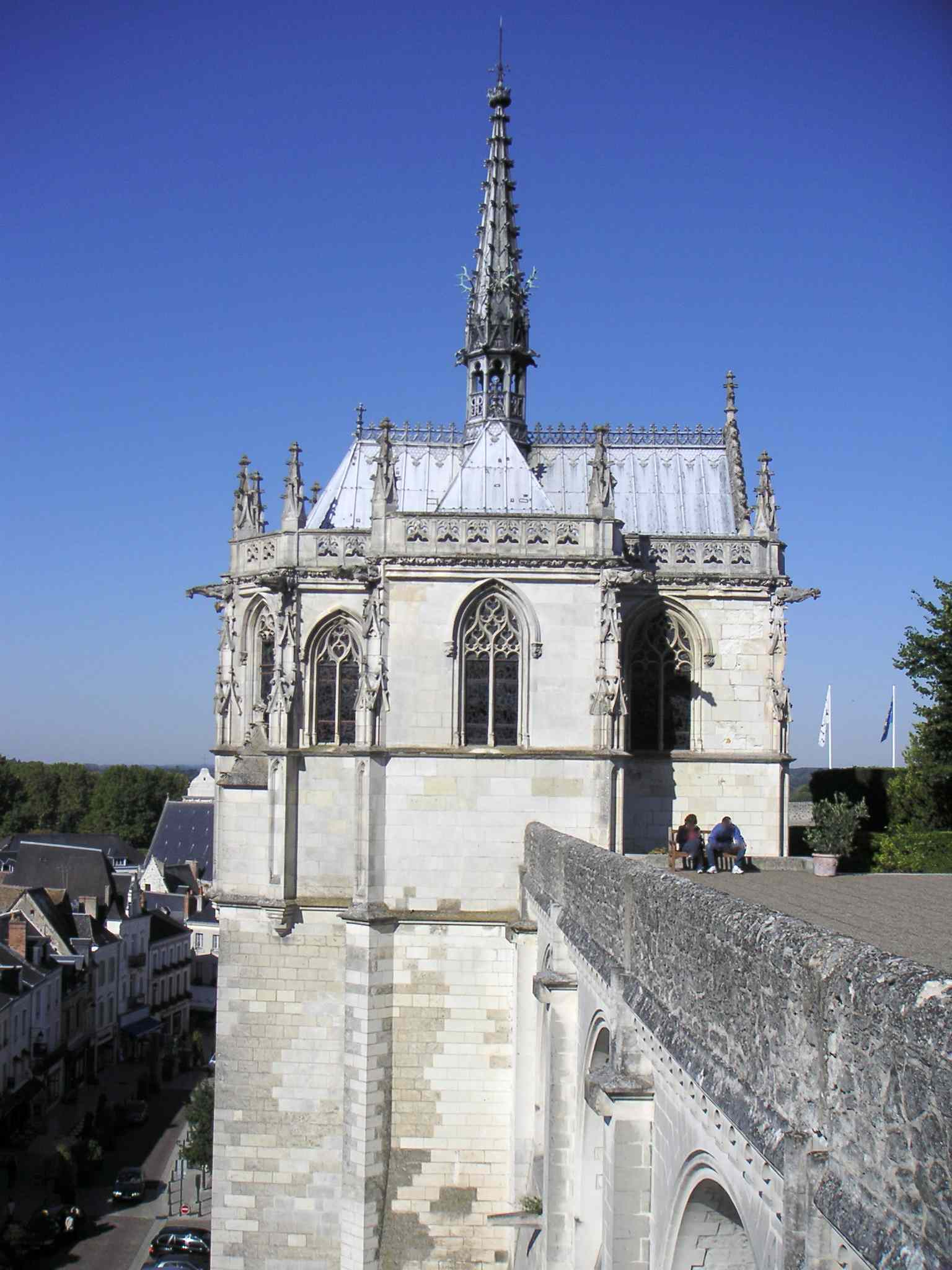
Vista exterior de la capella dedicada a Saint-Hubert
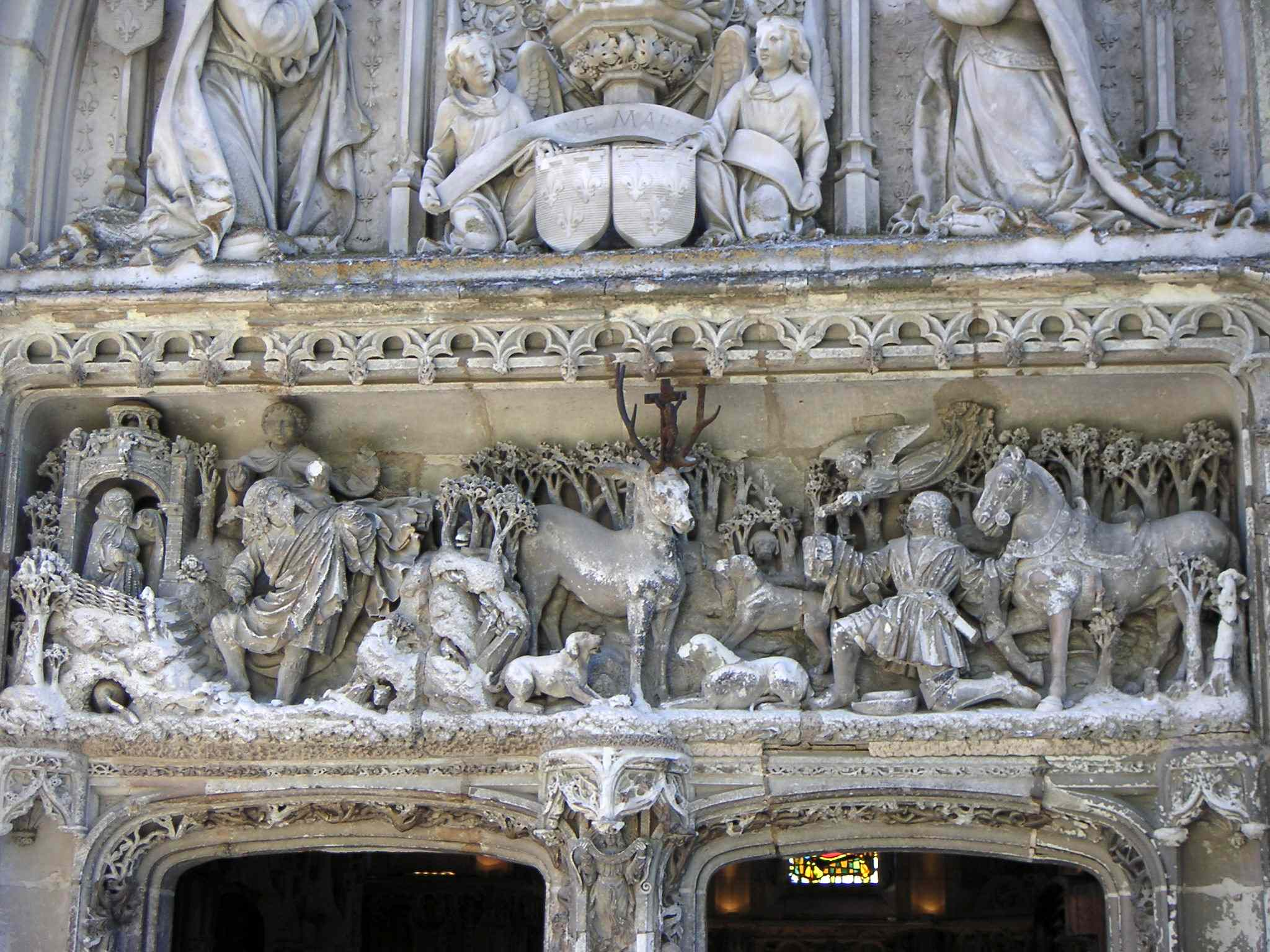
Detalls de la llinda de la façana de la capella Saint-Hubert
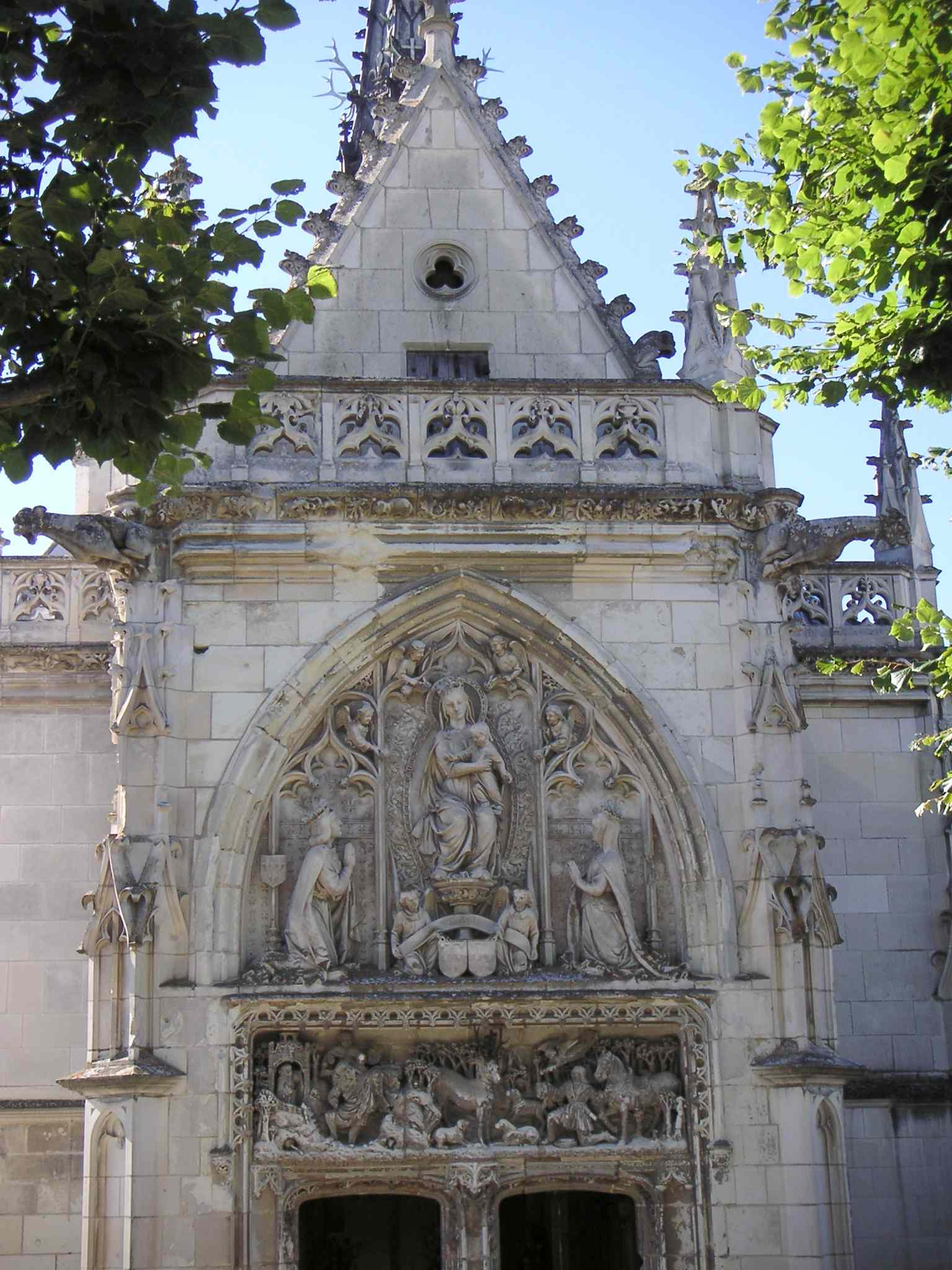
Façana de la capella Saint-Hubert